# サム (マペット)
サム・イーグル（Sam Eagle）はテレビ番組『マペット・ショー』に登場する鷲である。

## 概要
サムは、マペット・ショーのパイロット版（1975年）で初登場。マペットショーでは、オープニングで皆と踊りながら歌ったり、ゴンゾの邪魔をしたり、曲の紹介もしている。なお、マペッツの長編映画作品にも幾つか登場している。1975年から2000年まではフランク・オズが演じていたが、2002年から2003年まではケビン・クラッシュ、2005年からはエリック・ジェイコブソンが演じている。

## 日本語吹替
※太字は専属声優
| 担当声優 | 担当作品 |
| -------- | --- |
| 納谷悟朗 | マペット・ショー |
| 柴田秀勝 | マペットの夢みるハリウッド（LD版） |
| 山寺宏一 | マペットのクリスマス・キャロル マペットの宝島 |
| 水野龍司 | マペット放送局 ゴンゾ宇宙に帰る スタジオDC:オールスター・ライブ マペットのメリー・クリスマス マペットのオズの魔法使い ザ・マペッツ マペット・タイム |
| 青木強   | マペット・ベビー |
| 中務貴幸 | マペット大集合! |
| 落合弘治 | マペットの夢みるハリウッド（Disney+版） マペットのホーンテッドマンション                                                                            |